# Ariathisa phaeopalpia
Ariathisa phaeopalpia är en fjärilsart som beskrevs av Turner. Ariathisa phaeopalpia ingår i släktet Ariathisa och familjen nattflyn. Inga underarter finns listade i Catalogue of Life.